# Rainelle
Rainelle város az USA Nyugat-Virginia államában, Greenbrier megyében. Lakosainak száma 1190 fő (2020. április 1.).

## Népesség
A település népességének változása:
| Lakosok száma | 566  | 1505 | 1190 |
|               | 1920 | 2010 | 2020 |